# Demi-rond gauche (diacritique)
Cette page contient des caractères spéciaux ou non latins. S’ils s’affichent mal (▯, ?, etc.), consultez la page d’aide Unicode.
Ne doit pas être confondu avec ʾ.
Le demi-rond gauche est un signe diacritique utilisé dans l’alphabet phonétique international pour indiquer qu’une voyelle est moins arrondie. Il peut être souscrit au symbole de la voyelle, et, avant 1989, à la droite de celui-ci. Par opposition, le demi-rond droit indique qu’une voyelle est plus arrondie.

## Utilisation
Le demi-rond gauche, indique qu’une voyelle est moins arrondie. Il peut être remplacé par le taquet bas ; par exemple : [e̜] peut être noté [e˕] ou [e̞].
Le demi-rond gauche a aussi été confondu avec l’ogonek, indiquant plutôt une plus grande ouverture des voyelles à partir de 1927 et des consonnes à partir de 1979, sous les symboles des consonnes fricatives ‹ β ð z ɹ ʁ › pour noter les consonnes spirantes proches, c’est-à-dire sans friction turbulante : [β̜], [ð̜], [z̜], [ɹ̜], [ʁ̜]. Ces dernières peuvent aussi être notées à l’aide du taquet bas : [β̞], [ð̞], [z̞], [ɹ̞], [ʁ̞]. J. C. Catford (en) avait notamment proposé ce usage du demi-rond gauche, par exemple la consonne spirante bilabiale voisée [β̜]. En 1989, l’Association phonétique international adopte le taquet bas comme symbole pour ces consonnes.